# 森下二次也
森下 二次也（もりした ふじや 1913年（大正2年）12月9日 - 2005年12月29日）は、日本の経済学者。

## 経歴
大阪府に生まれる。富田林中学校を卒業後、大阪商科大学 (旧制)高商部を経て、1937年（昭和12年）、同大市政科を卒業。1958年（昭和33年）大阪市立大学商学部長に就任。退任後、同大名誉教授。その後、大阪学院大学教授を務めた。
2005年12月29日午後0時55分、心不全のため大阪府羽曳野市内の病院で死去、92歳。

## 著作
主な著作は次の通り。
- 『流通組織の動態』千倉書房 1995年
- 『マーケティング論の体系と方法』千倉書房 1993年
- 『商業経済論の体系と展開』千倉書房 1993年
- 『現代商業経済論』有斐閣 1977年